# جامعة تامبيري
جامعة تامبيري (بالفنلندية: Tampereen yliopisto) جامعة في مدينة تامبيري الفنلندية. يدرس بها 15400 طالب ويشتغل بها 2100 موظف. تأسست أصلا في عام 1925 في هلسنكي باسم الكلية الوطنية (Kansalaiskorkeakoulu)، ومن عام 1930 فصاعدا كانت تعرف باسم كلية العلوم الاجتماعية (Yhteiskunnallinen korkeakoulu). في عام 1960، انتقلت المؤسسة إلى تامبيري، في عام 1966 سـُميت رسمياً جامعة تامبيري.
تـُركز جامعة تامبيري أساساً على العلوم الطبيعية والتطور التكنولوجي؛ تشمل الدرسات الرئيسية المـُركـّز عليها معالجة الإشارة والآلات الذكية وبصريات النانو.
تنقسم حالياً إلى تسع كليات:
- معهد التكنولوجيا الطبية الحيوية
- كلية الاتصالات والإعلام والمسرح
- كلية التربية
- كلية العلوم الصحية
- كلية العلوم الإنسانية والاجتماعية
- كلية علوم المعلومات
- كلية اللغات ودراسات الترجمة والدراسات الأدبية
- كلية الطب
- كلية الإدارة